# Ейкън
Ейкън (на английски: Aliaume Damala Badara Akon Thiam) е американски хип-хоп и арендби изпълнител и актьор от сенегалски произход.

## Биография
Роден е в Сейнт Луис, САЩ в семейството на сенегалския джаз перкусионист Мор Тиам, но прекарва по-голямата част от детството си в Сенегал. Там живее до седемгодишна възраст. В следващите години Ейкън често посещава САЩ заедно с баща си, а след като навършва 15, семейството се премества за постоянно в САЩ и се установява в Ню Джърси.
Скоро след това Ейкън има проблеми със закона. Осъден е на 3 години затвор за въоръжен грабеж и разпространение на наркотици. Прекараното в затвора време (1999 – 2002 г.) го кара да преосмисли живота си. Там пише и първите си песни, както и текстовете към бъдещите си хитове. Веднага след излизането си от затвора Ейкън записва дебютния си албум Trouble (2004), издаден от Universal Music Group. Хит става песента Locked Up и Lonely, които го правят популярен в цял свят. Албумът се продава 1,6 милиона копия и става платинен.
Вторият албум на певеца, Konvicted, излиза през ноември 2006 г. С над 3 милиона продадени копия това е най-успешният албум на Ейкън. Хитове стават песните Smack That, I Wanna Love You и Sorry, Blame It on Me.

## Любопитни факти
- На седемгодишна възраст говори свободно три езика – английски, френски и волоф.
- През 2007 г. пуска собствена марка дрехи Konvict Clothing[3]
- През 2009 г. е избран от ФИФА да напише официалния химн на Световното първенство по футбол 2010.
- Истинското пълно име на Ейкън е Aliaune Damala Bouga Time Bongo Puru Nacka Lu Lu Lu Badara Akon Thiam.

## Дискография
- Trouble (2004)
- Konvicted (2006)
- Freedom (2008)
- Stadium (2010)